# Epeolus fasciatus
Epeolus fasciatus là một loài Hymenoptera trong họ Apidae. Loài này được Friese mô tả khoa học năm 1895.